# فارس عابدي
فارس عابدي (بالإنجليزية: Faris Abdi)‏ لاعب وسط كرة قدم سعودي يلعب في نادي القادسية .
اختير للمنتخب السعودي الذي تم الإعلان عن انضمامه له من قبل المدرب إدغاردو باوزا للمشاركة في المعسكر الداخلي الذي سيقام بمدينة الرياض خلال الفترة من 2 إلى 10 من شهر أكتوبر 2017 ضمن البرنامج الإعدادي للمنتخب السعودي استعدادًا للمشاركة في كأس العالم 2018. فارس الذي لم يتجاوز 18 عامًا كان لاعبًا لفريق أكاديمية IMG الأمريكية في فلوريدا، وسبق أن مثل منتخب الولايات المتحدة الأمريكية تحت 18 سنة لكرة القدم قبل ذلك.

## نشأته
ولد سنة 1999م في سان دييغو، الولايات المتحدة الأمريكية وعاش في المنطقة الشرقية بالظهران حتى الرابعة عشر من عمره ثم انتقل مع أهله إلى الولايات المتحدة الأمريكية. لدى فارس أخوين هما فايق وطارق.

## مسيرته الكروية

#### نادي الوحدة
وقع مع نادي الوحدة مطلع عام 2020.

#### نادي القادسية
انتقل من نادي الوحدة إلى نادي القادسية في صيف 2020.

## إحصائيات

### الدولية
آخر تحديث 1 نوفمبر 2017.
| المنتخب الوطني  | السنة   | الظهور | الأهداف |
| --------------- | ------- | ------ | ------- |
| المنتخب السعودي | 2017    | 1      | 0       |
| المجموع         | المجموع | 1      | 0       |

## روابط خارجية
- فارس عابدي على موقع قاعدة بيانات كرة القدم.إي يو (الإنجليزية)
- فارس عابدي على موقع ناشيونال فوتبول تيمز (الإنجليزية)
- فارس عابدي على موقع Soccerway.com (الإنجليزية)